# Sh2-13
Sh2-13 (également connue sous le nom de RCW 133) est une nébuleuse en émission visible dans la constellation du Scorpion.
Elle est située dans la partie centre-sud de la constellation, à environ 2° dans la direction ouest-nord-ouest par rapport à l'amas lumineux ouvert M6. Elle s'étend sur un peu moins d'un degré dans une région très riche en champs d'étoiles. La période la plus propice à son observation dans le ciel du soir se situe entre juin et novembre. Étant dans des déclinaisons modérément méridionales, son observation est facilitée par l'hémisphère sud.
Sh2-13 est une grande région H II située sur le bras du Sagittaire à une distance d'environ 1 700 pc (∼5 540 al). Les responsables de son ionisation seraient deux étoiles massives désignées HD 158186, une étoile bleue de la séquence principale de classe spectrale O9.5V et Antalova OB-51, de classe B2V. La région de formation stellaire à laquelle elle appartiendrait est indiquée par les initiales SFR 355.89+1.61 et apparaît en connexion directe avec l'amas ouvert Antalova 1. HD 158186 apparaît associée à une source de rayonnement infrarouge non résolue identifiée par IRAS et cataloguée comme IRAS 17260-3129, ainsi qu'à la petite nébuleuse sombre LDN 1732. Bien que la position de cette étoile semble isolée, elle pourrait être un membre fugitif de l'amas ouvert NGC 6383, dont elle se serait éloignée à grande vitesse.
Près de Sh2-13 s'étend Scorpius OB4 (Sco OB4), une association OB composée de 71 étoiles de classes spectrales comprises entre O et B9 placées à une distance moyenne d'environ 1 400 pc (∼4 570 al). Les composants de la classe O montrent une distribution uniforme sans concentration apparente. Scorpion OB4 comprendrait également les régions adjacentes au même amas ouvert NGC 6383, ainsi que les nébuleuses voisines NGC 6357 et Sh2-12. Selon d'autres études, NGC 6383 serait davantage lié à l'association Sagittarius OB1.